# Tradução Ecumênica da Bíblia
A Tradução Ecumênica da Bíblia (TEB), publicada no Brasil pelas Edições Loyola, editora vinculada à Companhia de Jesus, é uma tradução para o português da Traduction œcuménique de la Bible (TOB - 3ª ed., Paris:Éditions du Cerf; Pierrefitte: Société Biblique Française, 1989).